# 栗崎昇
栗崎 昇（くりさき のぼる、1937年6月3日 - 2020年8月）は、日本の挿花家。華道家。
福岡県飯塚市出身。京都にて「飾花の会」、東京にて「花教室」を主宰。多くの後輩を輩出、弟子にフラワーアーティストの土屋宗良、ダニエル・オスト、又弟子に柿崎順一などがいる。表千家の茶人でもある。

## 年譜
- 1937年（昭和12年）6月3日、福岡県飯塚市に生まれる。
- 1950年 中学生時代に松竹歌劇団にあこがれて上京したが警察に保護され帰郷。
- 1957年 上京し、独学で花の修行を始める。
- 1965年 六本木で会員制サロン「西の木」を経営（ － 2001年）。この頃より茶道（表千家）を習いはじめる。いけばなは全く独学で学び、作品が女性雑誌等に掲載されるようになる。
- 1969年 銀座「ギャラリー・サンモトヤマ」で初の個展。
- 1970年 パリのレストラン「マキシム」の店内飾花を手がける。
- 1974年 エリザベス2世女王夫妻来日の際、英国大使館にて同女王主催の晩餐舞踏会の飾花担当。
- 1980年 銀座博品館劇場にて辻村ジュサブロー公演「海神別荘」で舞台飾花を担当。
- 1984年 京都を皮切りにパフォーマンス「飾花転身の法」を公演。
- 1989年 映画「利休」に出演。
- 2020年8月 東京都内の自宅にて死去。

## 著書
- 『花たち』（文化出版局、1980年）
- 『飾花』（文化出版局、1984年）
- 『醉花』（文化出版局、1990年）
- 『栗崎昇の花の教科書』（マガジンハウス、2002年）

など